# 福星斋清真饭馆旧址
福星斋清真饭馆旧址，位于江苏省淮安市淮安区河下街道河下社区湖嘴大街126号，坐东朝西，由张步鳌开设于民国初年，共11间，木板门面、隔扇门、方砖和木地板地面、古井和树木保存完整。2009年6月12日，公布为第四批淮安市文物保护单位。